# 黄花球兰
黄花球兰（学名：Hoya fusca）是夹竹桃科球兰属的植物。分布于老挝、柬埔寨、越南、锡金、尼泊尔、印度以及中国大陆的云南、西藏、贵州、广西等地，生长于海拔500米至2,500米的地区，一般生长在疏荫山谷湿润地方，目前尚未由人工引种栽培。